# Latinos FC
El Latinos FC es un equipo de fútbol de las Islas Caimán que juega la CIFA Premier League, la máxima categoría del país.

## Historia
El club fue fundado en el año de 1982, mismo año que fundó el Sunset FC. Latinos FC tuvo su primer gran éxito en 2003/04 cuando ganaron la CIFA Premier League y la Copa FA de las Islas Caimán. 
Luego, el equipo ganó la Copa en la temporada 2006/07, que terminó siendo su último gran éxito hasta la temporada 2015/16. En la temporada 2008/09, a pesar de terminar sólo 5º en la Premier League, el equipo se disolvió y pasó a la CIFA Primera División para el inicio de la temporada liguera 2009/10. 
Desde entonces y luego de años de estar en la Primera División, Latinos FC ganó la temporada 2015/16 para ascender una vez más a la Premier League. Durante la temporada 2015/16, los latinos ganaron su primera ronda de la Copa FA contra Academy SC; sin embargo, Academy SC pasó a los cuartos de final de la Copa FA debido a un sustituto no elegible que no figura en la hoja de registro al comienzo del partido. Los latinos se vieron obligados a asentarse con solo una oportunidad en Primera División.

## Palmarés
- CIFA Premier League: 1

2004
- CIFA Primera División: 1

2001, 2016
- Copa FA de las Islas Caimán: 2

2004, 2007

## Jugadores

### Equipo 2020-21
Actualizado el 4 de Septiembre de 2020